# Силвина Окампо
Силвина Окампо (Буенос Ајрес, 28. јул 1903 — Буенос Ајрес, 14. децембар 1993) била је аргентинска списатељица кратких прича, песникиња и уметница. Њен пријатељ и сарадник Хорхе Луис Борхес назвао ју је „једним од највећих песника на шпанском језику, било са ове или с друге стране океана”. Њена прва књига била је Viaje olvidado (1937), преведена као Las repeticiones (2019), а њено последње дело је Лас репетиционес, објављено постхумно 2006.
Пре него што се етаблирала као писац, Окампо је била визуелна уметница  Студирала је сликарство и цртање у Паризу где је 1920. упознала Фернана Лежеа и Ђорђа де Кирика, претече надреализма.
Добила је, између осталих награда, Општинску награду за књижевност 1954. и Националну награду за поезију 1962. године.

## Биографија
Окампова је рођен у богатој породици у Буенос Ајресу, као најмлађа од шест сестара (Викторија, Анђелика, Франсиска, Роса, Клара Марија и Силвина) Мануела Силвија Сесилија Окампа и Рамоне Агире Ерере. Њена породица је живела на Канарским острвима пре него што се преселила у Аргентину средином 19. века. Окампо је била сестра Викторије Окампо, оснивача и уредника престижног аргентинског часописа Сур.
Школовала се код куће код учитеља и у Паризу. Њена породица припадала је вишој буржоазији, што јој је омогућило да има веома потпуну обуку. Имала је три гувернанте (једну француску и две енглеске), учитељицу шпанског и учитељицу италијанског. Због тога је шест сестара научило да читају на енглеском и француском пре шпанског. Ова тројезична обука ће, према речима саме књижевнице, касније утицати на њен раде.
Њени преци су припадали аргентинској аристократији и поседовали су велике земље. Њен пра-пра-пра-пра-прадеда, Хосе де Окампо, био је гувернер Куска пре него што се преселио у Виреинато дел Рио де ла Плата. Мануел Хосе де Окампо (њен пра-пра-пра-прадеда) био је један од првих гувернера када је проглашена независност. Њен прадеда Мануел Хосе де Окампо и Гонзалес био је политичар и кандидат за председника земље. Био је и пријатељ Доминга Фаустина Сармијента. Њен деда, Мануел Анселмо Окампо, био је ранчер. Још један од њених предака био је Доминго Мартинез де Ирала, освајач Асунсиона и будући гувернер Рио де ла Плате и Парагваја. Брат Окампове пра-пра-пра-пра-баке, Хуан Мартин де Пуеиредон, био је врховни директор Уједињених провинција Рио де ла Плате. Други далеки рођак је Хуан Мануел де Росас који је био главни вођа до 1852.
Њена мајка, Рамона Максима Агире, била је једно од осморо деце. Уживала је у вртларству и свирању виолине. Њена породица је била креолског порекла и били су религиозни. Њен отац, Мануел Силвио Сесилио Окампо Регуиера, рођен је 1860. године и радио је као архитекта. Био је једно од деветоро деце и имао је конзервативни карактер.
Зими је Окампо свакодневно посећивала свог прадеду, који је живео у близини. Током лета њена породица је живела у вили у Сан Исидру, модерној кући која је у своје време имала струју и текућу воду. Тренутно је ова кућа (Вила Окампо) под заштитом УНЕСКО-а и препозната је као историјски споменик. Лети је похађала часове на другом спрату, где је научила основе које ће јој касније помоћи да постане писац.
Критичарка Патришија Низбез Клингенберг тврди, међутим, да је Окампо као дете „живела усамљенички, њену усамљеност ублажавало је првенствено дружење са разним радницима у кућима [...] Ово је, дакле, место из којег њена дела извиру, из сећања и идентификацију са онима који су идентификовани као други“.
Два догађаја која су имала значајан утицај на Окампо у њеној младости су брак њене сестре Викторије и смрт сестре Кларе. Навела је да је Викторији брак одузео младост: „Hubo un episodio de mi niñez que marcó mucho nuestra relación. Victoria me quitó la niñera que yo más quería, la que más me cuidó, la que más me mimó: Fanni. Ella me quería a mí más que a nadie. Fanni sabía que yo la adoraba, pero cuando Victoria se casó y se la llevó con ella nadie se atrevió a oponérsele“ [Постојала је епизода из мог детињства која је снажно обележила нашу везу. Викторија је одузела дадиљу коју сам највише волео, ону која је највише бринула о мени, ону која ме је највише мазила: Фанни. Волела ме је више од било кога другог. Фани је знала да је обожавам, али када се Викторија удала и повела је са собом, нико се није усудио да јој се супротстави]. Такође је изјавила да је почела да мрзи дружење када је Клара умрла.
Године 1908. Окампо је први пут путовала у Европу са својом породицом  Касније је у Паризу студирала цртање код Ђорђа де Кирика и Фернана Лежеа. Међу њеним пријатељима био је и италијански писац Итало Калвино. Вративши се у Буенос Ајрес, радила је на сликању са Нором Борхес и Маријом Росом Оливер . Одржала је разне изложбе, самосталне и колективне. Када је Викторија 1931. основала часопис Сур, који је објављивао чланке и текстове многих значајних писаца, филозофа и интелектуалаца 20. века, Окампо је био део оснивачке групе. Међутим, као Борхес и Биој Касарес, она није имала значајну улогу у одлукама о садржају који ће бити објављен, што је био задатак који су обављали Викторија и Хозе Бјанко.
Године 1934. Окампо је упознала свог будућег мужа, аргентинског писца Адолфа Биоја Касареса. Венчали су се 1940. Однос између њих двоје био је сложен, а Биој је отворено имао љубавнице. Неки аутори су Окампа описали као жртву, али други, као што је Ернесто Монтекин, одбацили су такву карактеризацију.
Окампо и Биој су остали заједно до њене смрти, упркос честим неверама њеног мужа. Године 1954. рођена је Биојева ванбрачна ћерка Марта. Окампо је усвојила Марту и одгајала је као своје дете. Марта Биои Окампо умрла је у саобраћајној несрећи убрзо након Окампове смрти. Биоја Касаресов син од друге љубавнице, Фабијана Биоја, касније је добио парницу за право на имања Окампа и Биоја Касареса; Фабијан Биој је умро 2006.

## Каријера и књижевна дела
Окампо је писање кратких прича започела 1936. Она је 1937. објавила своју прву књигу кратких прича Viaje olvidado, а затим три књиге поезије: Enumeración de la patria, Espacios métricos, Los sonetos del jardín. Била је плодан писац, произвела је више од 175 дела фикција током четрдесетогодишњег стваралачког периода.
Пре него што се окренула писању, Окампо је студирала сликарство у Паризу код кубисте Фернана Лежеа и прото-надреалисте Ђорђа де Кирика. Окампо није прекидала своје уметничко усавршавање; радила је илустрације за Борхесову поезију и сликала током целог живота. Борхес је уочио везу између Окамповог сликарства и поезије, пишући да је „попут Розетија и Блејка, Силвина дошла до поезије светлим путевима цртања и сликања, а непосредност и извесност визуелне слике опстају на њеним писаним страницама“.
Необјављена Окампова дела су део колекције Силвине Окампо на Универзитету Нотр Дам.
Окампо је 1962. године, поред осталих књижевних награда, награђена аргентинском националном наградом за поезију.
Пре него што се окренула писању, Окампо је студирала сликарство у Паризу код кубисте Фернана Лежеа и прото-надреалисте Ђорђа де Кирика. Окампо није прекидала своје уметничко усавршавање; радила је илустрације за Борхесову поезију и сликала током целог живота. Борхес је уочио везу између Окамповог сликарства и поезије, пишући да је „попут Розетија и Блејка, Силвина дошла до поезије светлим путевима цртања и сликања, а непосредност и извесност визуелне слике опстају на њеним писаним страницама“.
Необјављена Окампова дела су део колекције Силвине Окампо Архивирано на веб-сајту  (30. новембар 2023) на Универзитету Нотр Дам.
Окампо је 1962. године, поред осталих књижевних награда, награђена аргентинском националном наградом за поезију.
Окампо је објавила своју прву књигу кратких прича, Viaje olvidado, 1937. године. Већина прича не прелази две странице. Књигу је рецензирала Викторија Окампо у Суру, где је истакла аутобиографске аспекте прича и замерила сестри што је „искривила“ та сећања из детињства. Сур је играла темељну улогу у животу Окампове. У овом часопису су се појавиле прве приче, песме и преводи књижевнице.
Године 1948. објавила јеAutobiografía de Irene, приче у којима показује већу течност у писању и појављује се већи утицај Борхеса и Биоја. Упркос томе, књига није имала велики утицај у време свог појављивања. Две године раније написала је крими роман са Биојем Касаресом, Los que aman, odian.
После неколико година објављивања само поезије (Los sonetos del jardín, Poemas de amor desesperado, Los nombres, за коју је добила Националну награду за поезију), вратила се писању прича 1959. године са La furia, са којом је коначно стекла одређено признање. Ла фуриа се често сматра тачком у којој је Окампо достигла пуноћу свог стила.
Окампо је била нешто мање активна у уређивачком присуству 1960-их, пошто је објавила само том кратких прича Las invitadas (1961) и књигу поезије Lo amargo por dulce (1962). Насупрот томе, била је нешто активнија током 1970-их. Током ових година, Окампо је објавио песме Amarillo celeste, Árboles de Buenos Aires, and Canto escolar и серију прича за децу: El cofre volante, El tobogán, El caballo alado, and La naranja maravillosa.
Објављивање њене последње две књиге, Y así sucesivamente (1987) као и Cornelia frente al espejo (1988), поклопило се са њеним почетком Алцхајмерове болести . Болест је постепено смањивала њене способности све док није ослабила током последње три године. Умрла је у Буенос Ајресу 14. децембра 1993. године у 90. години. Сахрањена је у породичној крипти на гробљу Рецолета.
Томови њених необјављених текстова појавили су се постхумно, укључујући поезију и кратке романе. Године 2006. објављена су четири њена дела. Сав материјал је уредила Судамерикана, која је такође поново издала неке од њених збирки кратких прича. Године 2011. објављена је књига La promesa, роман који је Окампо започела око 1963. и који је, уз дуге прекиде и преписивања, завршио између 1988. и 1989. под притиском њене болести. О издању је бринуо Ернесто Монтекин.

## Критички пријем
Већим делом њене каријере аргентински критичари нису препознали заслуге Окампових дела. Због њене конекције са Борхесом, њене приче су критиковане да нису „довољно Борхесовске“. Управо је поштовање Борхеса и њене сестре Викторије спречило критичаре да схвате формалну и тематску оригиналност њених прича. Уместо тога, видели су их као неуспех у покушају да се копира стил других писаца. Тек осамдесетих година прошлог века критичари и писци су почели да препознају њен таленат и пишу о њеном наслеђу. Еминентни представници Сура покушали су да спасу њену збирку кратких прича, укључујући Џозефа Бјанка, Силвију Молој и Енрикеа Пецонија.
Окампо је описана као стидљива жена која је одбијала интервјуе и преферирала је да буде ван ван домена јавности. Критичари су желели да се чврсто изјасни у погледу „књижевне норме“ како би знали да читају њена дела и да се увере да их правилно тумаче, али такву изјаву нису могли да добију. У интервјуу са Маријом Морено — једном од ретких интервјуа које је Окампо дао — Окампо је објаснила зашто није волела да даје интервјуе: „Tal vez porque protagonizo en ellas el triunfo del periodismo sobre la literatura“  [Можда зато што ја представљам тријумф новинарства над књижевношћу у њима]. Једини услов који је Окампо постављала да би била интервјуисан био је да ниједно од питања не буде о књижевности. Једино што је рекла о томе је следеће: „"Escribo porque no me gusta hablar, para dejar un testimonio más de la vida o para luchar contra ese exceso de materia que acostumbra a rodearnos. Pero si lo medito un poco, diré algo más banal!“ [Пишем јер не волим да причам, да оставим још једно сведочанство живота или да се борим против тог вишка материје која нас обично окружује. Али ако бих размисли мало, рећи ћу још нешто баналније].
Окампова навика да одбија да каже много о свом приватном животу, методологији и литератури отежава критичарима да боље анализирају њене намере. За Џудит Подлубне, њена дела су метакњижевна. Она каже да недостатак информација о томе одакле ауторка долази доводи до зависности од књижевних норми. Силвија Молој сугерише да критика покушава да сведе оригиналност на нешто познато, „читајући оно што се прочита” уместо да чита Окампове приче у њиховој оригиналности.
Последњих година критичари су поново открили Окампа, а неки необјављени радови су објављени у компилацијама као што су Las repetitions y otros cuentos (2006) и Ejércitos de la oscuridad (2008).
Амикола сугерише да је Окампова намера да створи дечије ликове који имају за циљ да демистификују идеју инфантилне невиности. Амикола предлаже пример супротстављања деце и одраслих да би се створила поларизација. Суарез-Ернан такође сугерише да дечји наративни глас постаје стратегија за стварање двосмислености која је део литерарног инструмента непоузданог приповедача; читалац увек гаји сумње у нараторово разумевање чињеница као и њихову веродостојност.
Окампо је наводно рекла да су чланови жирија аргентинске Националне награде за белетристику 1979. оцениле њен рад као превише окрутан да би добила награду.

## Феминизам
Пошто Окампо ретко директно говорила о феминистичким питањима, није јасно да ли је себе сматрала феминисткињом или не. У зависности од интерпретације њених дела, критичари су заузимали различите ставове. Због повезаности са Симон де Бовоар преко њене сестре Викторије, Амикола закључује да је Окампо била феминисткиња француске и енглеске традиције. Амикола наводи да је евидентно да су сестре Окампо биле осетљиве на промене које су најављене из Француске (и Енглеске) за женско питање и стога није недосљедно покушати да се приче Силвине Окампо размишљају као о засебном штиву и стављању у дискурс шта жене перципирају у свету.
Каролина Суарез-Ернан сматра да је Окампо феминисткиња или бар ради из феминистичких углова. Суарез-Ернан своје мишљење заснива на контексту Окампове књижевности, наводећи да Окампова књижевност садржи дубоко промишљање женствености и бројних захтева за правима жена, као и критику њеног положаја у друштву. Окампо проналази различите механизме стварања и деконструкције женског. Жене у њеним делима су комплексне и представљају тамну страну женствености, а вишеструке женске представе показују двосмисленост која доводи у питање једнодимензионалну визију женског лика.
Из три приче — „Cielo de claraboyas“ (1937), „El vestido de terciopelo“ (1959), и „La muñeca“ (1970) — Амикола сугерише да приче Окампове доводе у питање одсуство рода и женске визије у фројдовској психоанализи, са посебним фокусом на ужасавајуће.
Насупрот томе, Суарез-Ернан предлаже да хумор који се користи у Окамповом делу помаже да се сруше женски стереотипи. За Суарез-Ернана, Окампов рад задржава субверзивни и критички став који налази задовољство у преступу. Утврђени обрасци су покварени и улоге су заменљиве; стереотипне опозиције женствености и мушкости, добра и зла, лепоте и ружноће подвргнуте су сатиричном третману. Исто тако, простор и време су поткопани и границе између менталних категорија простора, времена, особе и животиње су замагљене.
За Суарез-Ернана, њене приче показују асиметрију између света одраслих и света деце; родитељи, наставници и гувернанте оличавају институцију кажњавања и често су подле личности. Суарез-Ернан сматра да жене, деца и сиромашни у Окамповом делу делују у подређеном положају у коме доминирају стереотипи. Према Суарез-Хернану, свет детињства је привилегован у односу на одрасло доба као одговарајући простор за подметање друштвених структура; тако ће дечји поглед бити инструмент за подривање структуралних основа и прекорачење утврђених граница. Међутим, Суарез-Ернан верује да моћи приписане девојци и њеној перверзности изазивају узнемиравање код читаоца који не може да избегне идентификацију са одраслом женом 

## Теме
Њено дело има фантазијске квалитете, попут опуса савременика Борхеса. Критичари примећују да се Окампово писање посебно фокусирало на трансформације, као што су метаморфоза, удвостручавање, цепање и фрагментација сопства.
Критичарка Патриша Н. Клингенберг, тврдила је да „бесне, деструктивне женске ликове Окампових прича треба посматрати као део њене преокупације виктимизацијом и осветом жена, деце и 'девијаната' у њеним делима.
Тема рефлексивности присутна је у многим Окамповим делима. Концепт рефлексивности може се дефинисати, у смислу буквалних објеката, као репрезентација „... идентитета и другости“, и као веза са другим текстовима.

### Детињство
Детињство је тема која се понавља у Окамповим причама. Иако је употреба инфантилне перспективе нешто заједничко са другим латиноамеричким ауторима, Окампо се одликује изопаченошћу инфантилне перспективе. Осећај перверзије из детињства навео је многе критичаре да направе психолошке везе између њених прича и фројдовских теорија. Према Фиони Џој Мекинтош, Фројдове идеје, посебно његове идеје о сновима, табуу и полиморфној изопачености деце, су неки од кључних елемената који вребају као свеприсутни предзнак унутар редова текста у Окамповим причама. Окампо такође експериментише са последицама живота у свету одвојеном од друштва одраслих у „Ла раза инектингуибле“, али она такође истражује елементе укључене у процес старења и алудира да постоје позитивни ефекти имплицитних у ликовима који мешају особине детињства са особинама Једно од њених најистакнутијих дела на тему перверзије у детињству је „El pecado mortal“, које говори о превару девојчице од стране слуге. Тада се девојка причешћује без признања греха. Неки критичари су ову причу протумачили као посредовање перверзије детињства, буђења сексуалног идентитета и инкорпорације различитих друштвених класа и субверзије моћи коју ти сексуални чинови подразумевају.

### Метаморфоза
У многим својим причама, Окампо користи физичке и психолошке промене (окарактерисане као метаморфоза) да трансформише многе ликове. То укључује прелазак из људи у биљке, у животиње, у машине, и у друге људе.

## Наслеђе
Заслуге Окампове као писца у сенци су њене сестре Викторије Окампо, супруа Адолфа Биоја Касаресам и пријатеља Хорхеом Луисом Борхесом.
Последњих година, међутим, Окампово дело је недавно преведено на енглески, што је донело већу свест о Окамповим достигнућима као писцу.

## Одабрана дела

### Кратке приче и новеле
- Viaje olvidado (Buenos Aires: Sur, 1937). Forgotten Journey, trans. by Suzanne Jill Levine and Katie Lateef-Jan (City Lights, 2019).
- Los que aman, odian (novella with Adolfo Bioy Casares) (Buenos Aires: Emecé, 1946). Where There’s Love, There’s Hate, trans. by Suzanne Jill Levine and Jessica Powell (Melville House, 2013).
- Autobiografía de Irene (Buenos Aires: Sur, 1948). Autobiography of Irene
- La furia (Buenos Aires: Sur, 1959). The Fury
- Las invitadas (Buenos Aires: Losada, 1961). The Guests
- Los días de la noche (Buenos Aires: Sudamericana, 1970). Days of Night
- Y así sucesivamente (Barcelona: Tusquets, 1987). And So Forth
- Cornelia frente al espejo (Barcelona: Tusquets, 1988). Cornelia Before the Mirror
- Leopoldina's Dream. Selection of 32 stories translated by Daniel Balderston (Penguin, 1988).
  - Thus Were Their Faces (New York Review Books, 2015). Revised and expanded edition of Leopoldina's Dream with ten additional stories. Published in the UK as The Imposter and Other Stories (2021).
- La torre sin fin (novella) (2007). The Topless Tower, trans. by James Womack (Hesperus Press, 2010).
- La promesa (novella) (Buenos Aires: Lumen, 2011). The Promise, trans. by Suzanne Jill Levine and Jessica Powell (City Lights, 2019).

### Поезија
- Espacios métricos (Buenos Aires: Sur, 1942).
- Enumeración de la patria (Buenos Aires: Sur, 1942).
- Los sonetos del jardín (Buenos Aires: Sur, 1946).
- Poemas de amor desesperado (Buenos Aires: Sudamericana, 1949).
- Los nombres (Buenos Aires: Emecé, 1953).
- Los traidores (theatrical piece in verse) (Buenos Aires: Losange, 1956).
- Lo amargo por dulce (Buenos Aires: Emecé, 1962).
- Amarillo celeste (Buenos Aires: Losada, 1972).
- Árboles de Buenos Aires (Buenos Aires: Crea, 1979).
- Breve Santoral (Buenos Aires: Ediciones de arte Gaglianone, 1985.
- Silvina Ocampo (New York Review Books, 2015). Selection of poems translated by Jason Weiss.

### Приче за децу
- El cofre volante (Buenos Aires: Estrada, 1974).
- El tobogán (Buenos Aires: Estrada, 1975).
- El caballo alado (Buenos Aires: De la flor, 1976).
- La naranja maravillosa (Buenos Aires: Sudamericana, 1977).
- Canto Escolar (Buenos Aires: Fraterna, 1979).

### Антологије
- Antología de la literatura fantástica, Buenos Aires, Sudamericana, 1940. translated as The Book of Fantasy, 1988
- Antología poética Argentina, Buenos Aires, Sudamericana, 1941.
- Pequeña antología, Buenos Aires, Editorial Ene, 1954.
- El pecado mortal (anthology of relatos), Buenos Aires, Eudeba, 1966.
- Informe del cielo y del infierno (anthology of relatos), prologue by Edgardo Cozarinsky, Caracas, Monte Ávila, 1970.
- La continuación y otras páginas, Buenos Aires, Centro Editor de América Latina, 1981.
- Encuentros con Silvina Ocampo, dialogues with Noemí Ulla, Buenos Aires, Editorial de Belgrano, 1982.
- Páginas de Silvina Ocampo, selections by the author, prologue by Enrique Pezzoni, Buenos Aires, Editorial Celtia, 1984.
- Las reglas del secreto (anthology), Fondo de Cultura Económica, 1991.